# Libáka
Libáka (1899-ig Libichava, szlovákul Libichava) község Szlovákiában, a Trencséni kerületben, a Báni járásban.

## Fekvése
Bántól 13 km-re délnyugatra fekszik.

## Története
1329-ben "Libaha" alakban említik először. A későbbiekben 1373-ban "Liboha", 1397-ben "Lubicha", 1412-ben "Lybiha", illetve "Libika" alakban tűnik fel az írott forrásokban.
Első ismert birtokosa a Hont-Pázmány nembeli Becsend ispán. Később az Erdődy család birtoka. 1553-ban 4 adózó portája volt. 1715-ben 10 háztartás állt a községben. 1787-ben malma, 17 háza és 124 lakosa létezett. 1828-ban 14 házában 99 lakos élt. Lakói mezőgazdasággal, faárukészítéssel foglalkoztak.
Vályi András szerint "LIBICHAVA. Tót falu Nyitra várm. földes Ura Szőlösi Uraság, lakosai katolikusok, fekszik Sissónak szomszédságában, mellynek filiája, határja ollyan mint Livina Apátinak, de földgye, és réttye jobb."
Fényes Elek szerint "Libichava, tót falu, Nyitra vmegyében. Trencsén vmegye szélén. Lakja 100 kath. – Sovány föld; derék erdő; faeszközök készítése. F. u. többen. Ut. posta Nagy-Tapolcsán 2 óra."
A trianoni békeszerződésig Nyitra vármegye Nyitrazsámbokréti járásához tartozott.

## Népessége
| Év:            | 1994. | 2004.   | 2014.    | 2024.   |
| -------------- | ----- | ------- | -------- | ------- |
| Emberek száma: | 179   | 168     | 137      | 138     |
| Eltérés:       |       | -6,14 % | -18,45 % | +0,72 % |

| Év:            | 2023. | 2024.   |
| -------------- | ----- | ------- |
| Emberek száma: | 146   | 138     |
| Eltérés:       |       | -5,47 % |

1910-ben 125, túlnyomórészt szlovák anyanyelvű lakosa volt.
2001-ben 171 lakosából 169 szlovák volt.
2011-ben 146 lakosából 144 szlovák volt.

## Neves személyek
- Itt született 1911. április 16-án Vojtech Bucko egyháztörténész, lelkész.

## Külső hivatkozások
- Községinfó
- Libáka Szlovákia térképén
- E-obce.sk[halott link]